# ديكستروثيروكسين
ديكستروثيروكسين (Dextrothyroxine) عقار ينتمي إلى منظمات شحوم الدم وخافض كوليسترول الدم.

## الخواص
- تم سحبه من أسواق الولايات المتحدة نتيجة لآثاره الجانبية في القلب.
- يزيد الليباز الكبدي والذي بدوره يحسن استخدام الدهون الثلاثية.

## الاستطباب
- يقلل الدهون والكوليسترول في الدم بالنسبة للمرضى الذين هم في خطر الإصابة بأمراض القلب أو السكتة.
- يستعمل فقط للمرضى الذين يكون عندهم مستوى الكولسترول غير مضبوط عليه باتباع الحمية الغذائية.

## الآثار الجانبية
- ألم في الصدر.
- عدم انتظام ضربات القلب.
- ضيق في التنفس.
- آلام في المعدة (غثيان وقيء).

الآثار الجانبية التي تشير إلى فرط نشاط الدرق ما يلي:
- تغييرات في الشهية.
- تغييرات في فترات الطمث.
- إسهال.
- زيادة الحساسية للحرارة.
- ضعف العضلات.
- عصبية.
- طفح جلدي أو حكة.
- تعرق.
- مشاكل في النوم.
- فقدان الوزن.

## تحذيرات
يجب مراقبة الدواء للمرضى الذين يعانون من :
- داء البول السكري.
- مرضى القلب.
- أمراض الكلى.
- أمراض الكبد.
- فرط أو قصور في نشاط الغدة الدرقية.
- المقبلون على إجراء عملية جراحية.
- الحساسية من دكستروثيروكسين، التارتازين والأدوية الأخرى، الأطعمة، الأصبغة، أو المواد الحافظة.
- الحوامل أو المقبلين على الحمل.
- الرضاعة الطبيعية.

## التدخلات الدوائية
- الكوليستيرامين.
- كوليستيبول.
- أدوية القلب مثل الديجوكسين أو ديجيتوكسين.
- أدوية السكر، (يمكن أن يؤدي الدواء إلى زيداة مستويات السكر في الدم).
- هرمونات الغدة الدرقية.
- حمض يوروديوكسي كوليك.
- الوارفارين.